# Leszek Biolik
Leszek Mirosław Biolik (ur. 26 lutego 1965 w Gliwicach) – muzyk, kompozytor, aranżer i producent muzyczny. Członek Akademii Fonograficznej ZPAV.

## Kariera
Swoje pierwsze doświadczenia muzyczne zdobywał w gliwickim zespole Czterdzieści i Cztery, w którym grał na gitarze basowej od jesieni 1980 roku i występował z nią, aż do zawieszenia stanu wojennego w 1983.
W 1982 nawiązał krótką współpracę z punkową grupą Śmierć Kliniczna, w której grał na gitarze elektrycznej. W 1983, po zamieszaniu z obowiązkową służbą wojskową, przeniósł się do Warszawy. Trafił do klubu Riviera Remont i do zespołu Daab, z którym przez dwa lata intensywnie koncertował po całej Polsce. Podjął również współpracę z Andrzejem Zeńczewskim i zespołem Niepodległość Trójkątów. Do gitary basowej powrócił, dopiero gdy Robert Gawliński zaprosił go na próby i sesję z zespołem Madame.
W 1987 w wyniku spotkania z saksofonistą Włodzimierzem Kiniorskim i perkusistą Amadeuszem Majerczykiem stworzył eksperymentalny zespół Pracownia Artystyczna PAFF, w którym grał na gitarze basowej. Wiosną 1988 z Tadeuszem Sudnikiem, Krzysztofem Głuchem i Piotrem „Jacksonem” Wolskim w studio S4 w Warszawie nagrał swój pierwszy album studyjny PAFF, który ukazał się dopiero kilka lat później.
W lipcu 1988 po jednym z koncertów formacji w Świnoujściu został zaproszony przez Grzegorza Ciechowskiego do współpracy w ramach projektu Obywatel G.C.. Pierwszy wspólny koncert zagrał z nim w sierpniu tego samego roku na festiwalu w Sopocie. Współpraca z Obywatelem G.C. objęła głównie udział w trasach koncertowych, ale również nagranie utworu „Tobie Wybaczam” na album pt. Obywatel Świata nagrany z pozostałymi muzykami Republiki: Sławomirem Ciesielskim i Zbigniewem Krzywańskim. W tym czasie wziął również udział w trasie koncertowej zespołu Maanam po USA i Kanadzie.
W 1991 trafił jako basista do składu reaktywowanej Republiki, z którą nagrał albumy: Siódma pieczęć, Bez prądu, Republika marzeń i Masakra, przy czym stworzył część repertuaru z Siódmej pieczęci i Republiki marzeń.
W tym samym czasie grał na gitarze basowej w projektach producenckich Grzegorza Ciechowskiego, takich jak debiutancki album Justyny Steczkowskiej pt. Dziewczyna Szamana, płyta Grzegorza z Ciechowa Pieją Kury Pieją czy ścieżka dźwiękowa do filmu Moja Angelika. Współpracował również z innymi artystami, m.in. koncertował i nagrywał z Robertem Gawlińskim i nagrał z nim albumy: Solo i Kwiaty jak relikwie. Nagrał również płytę z artystą jazzowym Krzysztofem Popkiem jako Groovin’ Heads oraz z T.Love płytę Dzieci rewolucji. W 1999 nagrał i wyprodukował album Martyny Jakubowicz pt. Skórka pomarańczy. Za album Fiolki Najdenowicz pt. Fiolka (2001), której jest współkompozytorem, aranżerem i producentem, zdobył Fryderyka 2001 w kategorii nowe brzmienia. W tym samym roku został zaproszony do skomponowania oprawy dla TVP1, którą komponował do 2005 (skomponował muzykę do wielu czołówek programów telewizyjnych dla TVP1, TVP2 i TVP3). Wraz z grafikiem Markiem Szwarcem zdobył nagrodę „Złote Orły” i zajął pierwsze miejsce na Międzynarodowym Festiwalu Opraw Telewizyjnych w Moguncji. W latach 2002–2006 nagrał płyty Marka Kościkiewicza: Tajemnice, Stanisława Sojki Supernova, Małgorzaty Kożuchowskiej Kożuchowska w futrze i zespołu Tam Tam Project Turbo Tłuszcz.
Jako producent muzyczny wydał składankę Triangle Project z artystami z całego świata. Wraz z Leszkiem Kamińskim został producentem zespołu Negatyw i ich płyty Pamiętaj. W 2003 wyprodukował, zaaranżował i wydał album Marcina Rozynka Księga urodzaju. W 2005 wyprodukował i nagrał piosenkę Moniki Brodki „Miałeś być”, z którą piosenkarka zwyciężyła w konkursie „Premier” podczas 42. Krajowego Festiwalu Piosenki Polskiej w Opolu.
Skomponował wiele utworów reklamowych i oprawę dźwiękową Radia PIN, a także muzykę do filmów: Patrycji Matuszewskiej Wspólna Europa Kobiet (2004) oraz Dziennik Uczuć i Gizela żona Górnika Ewy Sałużanki. W 2000 skomponował i nagrał muzykę do spektaklu „Mały Książę” w reżyserii Romana Wiczy dla Teatru Baj Pomorski w Toruniu. Zrealizował projekt muzyczny do filmu Tomasza Niewiadomskiego i Michaela Davida Kennedy’ego Jedna pasja, dwie wizje.
W latach 2006–2011 grał w zespole Wilki, z którym nagrał albumy: Obrazki i MTV Unplugged.
W 2006 wyprodukował album zespołu The Car Is on Fire pt. Lakes and Flames, który otrzymał nagrodę Fryderyk w kategorii album roku – muzyka alternatywna.
Latem 2007 wraz z Piotrem Stelmachem i Agnieszką Chylińską zasiadł w jury programu telewizyjnego MTV Rockuje.
W lipcu 2009 zagrał gościnnie partie gitary basowej na albumie Nostalgia zespołu Gwynbleidd. W tym samym roku wyprodukował singiel zespołu The Lollipops „Good Girl”, który wszedł na listę przebojów Programu Trzeciego Polskiego Radia.
W 2010 pracował z Robertem Gawlińskim nad jego solowym albumem pt. Kalejdoskop, a później współtworzył jeszcze dwa solowe albumy Gawlińskiego. Muzycy pracujący przy tej płycie, Maciej Gładysz i Andrzej Rajski wraz z Biolikiem utworzyli wkrótce zespół Elements. Z Małgorzatą Ostrowską i Markiem Jackowskim pracował jako producent i muzyk, nagrywając w 2012 piosenkę „Po niebieskim niebie”.
W 2012 zasiadł w kapitule przyznającej Nagrodę Artystyczną Miasta Torunia im. Grzegorza Ciechowskiego.
Podczas sesji z otwartą sceną nawiązał współpracę z Misią Furtak, która jako Misia Ff w 2013 wydała, wyprodukowany przez niego, album pt. Epka. W listopadzie 2013 wyprodukował singiel „Little Giant” zespołu Magnificent Muttley.
W listopadzie 2012 wraz z Robertem Tyską założył Fundację „otwARTa scena”, z którą produkują sesje live dla zespołów polskiej sceny niezależnej.
Współtworzył i wyprodukował muzykę do serialu Reguły gry dla telewizji TVN.
W tym samym roku wraz z kolegami z Republiki założył zespół Nowe Sytuacje, z którym odbył trasę koncertową po Polsce i wydał koncertowe DVD Nowe Sytuacje LIVE zarejestrowane podczas festiwalu w Jarocinie w 2014.
W 2014 na zlecenie Narodowego Centrum Kultury wyprodukował koncertowe wersje nagrań z Koncertu Specjalnego Pamięci Grzegorza Ciechowskiego w Toruniu. W tym samym roku wyprodukował również album Nowe konstelacje zespołu Drekoty. Również w 2014 założył studio i firmę produkcyjną Anthill Music Studio, która produkuje nagrania dla otwARTej sceny, m.in. płytę zespołu Neony Uniform i Popołudniowe przejażdżki Janusza Radka & The Ants. Na tej ostatniej Biolik wystąpił w roli producenta, muzyka i aranżera.
Wraz z Marcinem Tercjakiem organizuje trasę koncertową „Poeci Rocka”.